# クルト・ライマー
クルト・ライマー（Kurt Leimer, 1920年9月7日 - 1974年11月20日）は、ドイツ出身のピアノ奏者、作曲家。

## 経歴
ヴィースバーデンの生まれ。1936年より地元のスパンゲンベルク音楽院でヴィルヘルム・フォン・カイテルにピアノを学び、翌年にはヴァルター・ギーゼキング、カール・シューリヒトやヴィルヘルム・フルトヴェングラーに才能を評価されてベルリン高等音楽院に編入した。ベルリンではヴラディミル・ホルボフスキーとヴィンフリート・ヴルフに師事したが、エトヴィン・フィッシャーの謦咳にも接し、クルト・フォン・ヴォルフルト等に作曲を学んでいる。
第二次世界大戦中はドイツ軍に徴兵され、1944年にリヴォルノで捕虜となった。この時に手を負傷した経験から左手のためのピアノ協奏曲を作曲し、1953年にヘルベルト・フォン・カラヤンの指揮するウィーン・フィルハーモニー管弦楽団と初演している。
1953年からはモーツァルテウム音楽・舞台芸術大学で教鞭をとった。
ファドゥーツにて没。